# Parque Japón Nicaragua
El Parque Japón Nicaragua, es un parque urbano japonés localizado en el Residencial Los Robles, en Managua, Nicaragua. El Parque Japón Nicaragua es considerado como el mejor parque en Centroamérica por su estilo, diseño y seguridad. pues convergen dos culturas muy distantes en un solo hermanamiento. Muy pronto en Managua en el área alrededor de Tiscapa se sembraran miles de árboles de Bambú, traídos especialmente desde Japón, en lo que se pretende construir el parque extenso de bambú gigantes único en América Latina. 

## Inauguración
El jardín clásico en el cual se encuentran las réplicas del afamado Monte Fuji del Imperio del Sol Naciente, junto al volcán Momotombo, forman parte del parque japonés-nicaragüense, fue inaugurado el 28 de febrero de 2005. 
El parque localizado en Managua, fue parte del proyecto de mejoramiento urbano, desarrollado por la Alcaldía de Managua. Su inauguración se dio en el marco de la celebración del 70 aniversario de las relaciones diplomáticas entre Japón y Nicaragua. 
En la inauguración del parque se encontraba el embajador japonés, Mitsuhiro Kagami, en la cual afirmó que las 'relaciones entre Nicaragua y Japón siempre han sido muy buenas', y que “seguiremos ayudando a este país por mucho tiempo”.
La obra tuvo un costo de un millón 91 mil 559 dólares, de los cuales el Gobierno de Japón aportó un millón de dólares, y la alcaldía de Managua puso el fondo restante.
El acto de inauguración se celebró en las instalaciones de este moderno centro, ubicado a un costado de la Pista Miguel Obando y Bravo, que une la carretera a Masaya con la vía principal de Altamira. El Alcalde Dionisio Marenco manifestó en ese entonces su agradecimiento al gobierno y pueblo de Japón por esa construcción símbolo de amistad y conmemoración del 70 Aniversario de relaciones diplomáticas.
Un jardín clásico y el afamado Monte Fuji del Imperio del Sol Naciente, a la par del volcán Momotombo, al menos en réplica, forman parte del nuevo parque japonés-nicaragüense, inaugurado la tarde de ayer. 
El nuevo parque capitalino es parte del proyecto de mejoramiento urbano, desarrollado por la Alcaldía de Managua. Su inauguración se dio en el marco de la celebración del 70 aniversario de las relaciones diplomáticas entre Japón y Nicaragua. 
El embajador japonés, Mitsuhiro Kagami, afirmó que las relaciones entre Nicaragua y Japón siempre han sido muy buenas, y que “seguiremos ayudando a este país por mucho tiempo”.

## Dos culturas unidas.
La obra tuvo un costo de un millón 91 mil 559 dólares, de los cuales el Gobierno japonés aportó un millón de dólares, mientras la alcaldía capitalina puso el fondo restante. 
El parque tiene una extensión de 8,119 metros cuadrados. En toda esta área se ubica un parque al estilo nicaragüense, un parque de estilo típicamente japonés y un edificio de arquitectura tradicional japonesa. Este último está destinado a la realización de actividades culturales educativas y a la promoción del cuidado del medio ambiente.

## Un pedazo deJapónenManagua.
En el costado oeste del parque se puede apreciar la existencia de un cerco de bambú custodia una parte casi misteriosa.
Dentro, réplicas del Momotombo y el Monte Fuji -símbolos de Nicaragua y Japón respectivamente- se alzan entre un mar de piedras. Se trata de un jardín japonés, diseñado para representar la topografía, el paisaje y la armonía natural. Más concretamente, se trata de un jardín seco o, como llaman los japoneses, de un karesansui, típico en los templos zen y apropiados para la meditación.
Las islas son representadas con elementos vegetales -grama y musgo. Mientras, ondulantes surcos de piedra, que se ensanchan como ríos que desembocan en un lago, representan el agua. Puentes de madera conectan estas islas simbólicas. Es recomendable dar un paseo relajador por este parque.
Sus lámparas de piedra blanca, su representación de mares e islas, las casas de té, los pájaros posándose en el bambú o volando de un puente a otro, el edificio principal con sus puertas corredizas y aleros pronunciados nos llevan a otro mundo.
Es una buena opción para pasar una tarde tranquila, relajarse, meditar. Un pedazo de Japón en medio de Managua.